# Кривцов, Сергей Андреевич
Серге́й Андре́евич Кривцо́в (укр. Сергій Андрійович Кривцов; род. 15 марта 1991[…], Запорожье) — украинский футболист, защитник. Участник чемпионата Европы 2020.

## Клубная карьера
Воспитанник запорожского «Металлурга», тренер Виктор Трегубов. В Высшей лиге Украины дебютировал 26 апреля 2008 года в домашнем матче против киевского «Арсенала» (0:1).
11 мая 2010 года вместе с Тарасом Степаненко подписал пятилетний контракт с донецким «Шахтёром».
31 января 2023 года присоединился к клубу MLS «Интер Майами», подписав контракт до конца сезона 2024 с опцией продления на сезон 2025. Свой дебют в высшей лиге США, 25 февраля в матче стартового тура сезона 2023 против «Клёб де Фут Монреаль», отметил голом, за что был включён в команду игрового дня MLS.

## В сборной
Был впервые вызван в национальную сборную в 2011 году.
1 июня 2021 года был включён в официальную заявку сборной Украины главным тренером Андреем Шевченко для участия в матчах чемпионата Европы 2020 года.

## Достижения
Шахтёр (Донецк)
- Чемпион Украины (9): 2010/11, 2011/12, 2012/13, 2013/14, 2016/17, 2017/18, 2018/19, 2019/20, 2022/23
- Обладатель Кубка Украины (7): 2010/11, 2011/12, 2012/13, 2015/16, 2016/17, 2017/18, 2018/19
- Финалист Кубка Украины (2): 2013/14, 2014/15
- Обладатель Суперкубка Украины (3): 2012, 2017, 2021

«Интер Майами»
- Победитель регулярного чемпионата MLS: 2024
- Обладатель Кубка лиг: 2023

Сборная Украины
- Чемпион Европы среди юношей (U-19): 2009